# Левая Боярка
Ле́вая Боя́рка — река в Таймырском Долгано-Ненецком районе Красноярского края России, левая составляющая Боярки. Длина реки — 113 км, площадь водосборного бассейна — 2190 км².
Река берёт начало на северо-востоке плато Путорана, к северу от нижнего течения реки Аякли, на высоте более 708 м над уровнем моря. Течёт преимущественно в северо-восточном направлении в речной долине низкогорья. Встречаются многочисленные речные пороги, а также наледи, шиверы и осерёдки. В речной долине доминирует лиственница. В низовьях выходит на Северо-Сибирскую низменность, где на берегах большое число некрупных озёр. Сливаясь с Правой Бояркой, образует Боярку на высоте 30 м над уровнем моря. В нижнем течении ширина русла 53-125 м при глубине 0,9-1,7 м, скорость течения в низовьях — 0,6 м/с.

## Основные притоки
Указаны поименованные притоки длиной 30 км и более.
| Название   | Расстояние от устья | Длина | Положение |
| ---------- | ------------------- | ----- | --------- |
| Ортёх-Юрях | 15                  | 52    | левый     |
| Челке-Юрях | 31                  | 53    | правый    |

## Данные водного реестра
По данным государственного водного реестра России и геоинформационной системы водохозяйственного районирования территории РФ, подготовленной Федеральным агентством водных ресурсов:
- Бассейновый округ — Енисейский
- Речной бассейн — Хатанга
- Речной подбассейн — Хета
- Водохозяйственный участок — Хета
- Код объекта в государственном водном реестре — 17040100112117600024521[5].